# 加計学園問題
加計学園問題（かけがくえんもんだい）とは、愛媛県今治市における加計学園グループの岡山理科大学獣医学部新設計画をめぐる問題。2017年3月13日、参議院予算委員会で社民党の福島瑞穂がこの疑惑に関し質疑したことで国会で論戦が始まった。
文部科学省は長年獣医学部の新設を認めなかったが、2017年（平成29年）、安倍内閣によって国家戦略特別区域に指定された今治市で、岡山理大により獣医学部が新設されることになった。このとき、この今治市ありきで獣医学部の新設が進められたのではないかという疑惑が持たれ、関係者の調査が行われた。
ほぼ同時期に問題になった森友学園問題と併せて、「モリカケ問題」と俗称された。2017年の第193回国会・第195回国会および2018年の第196回国会で与野党の論戦が交わされた。内閣府と文部科学省、政府与野党、自治体、獣医師会およびメディアの攻防が報じられた。安倍内閣および政府は、加計学園に「特別の便宜」を図ったとの疑惑を否定した。
2017年11月、文部科学大臣林芳正は、認可に至るプロセスは適正であったとして岡山理科大学獣医学部（今治キャンパス）を認可した。

## 経緯

### 獣医学部設置の経過
文部科学省は、1966年の北里大学での獣医学部新設以来、獣医学部を新設することは認めず社会的需要の観点から獣医師数を抑制してきた。今治市は、BSEや鳥インフルエンザなどの流行により畜産部門の獣医師の需要が拡大する一方で、新規に育成される獣医師の過半数が愛玩用ペットを中心とした小動物を診療分野に選ぶようになり、畜産部門の獣医師は不足している、としている。また既存16の獣医学部は北海道に3つある一方で関西には1つしかないなど、東日本に偏在していた（定員数の合計は東日本765名に対し、西日本は165名）。特に四国4県とそれに隣接する広島県、岡山県、兵庫県には、獣医学部が存在しなかった。
今治市では2007年から15回にわたって構造改革特区を利用した獣医学部の新設を求めたが、文科省は高度専門職業人たる獣医師養成には従前の高度専門職と同様、全国的見地から対応することが適切だとして、今治市の特区活用による獣医学部の新設は認めなかった。
2013年、第2次安倍内閣の下で国家戦略特別区域が制度化され、2015年6月に内閣府が「現在の提案主体による既存の獣医師養成ではない構想が具体化し、ライフサイエンスなどの獣医師が新たに対応すべき分野における具体的な需要が明らかになり、かつそれらの需要について、既存の大学学部では対応が困難な場合には、近年の獣医師の需要の動向を考慮しつつ全国的な見地から検討する」ことを閣議決定、獣医学部新設を募集した。2016年1月に今治市が国家戦略特別区域の指定を受けた。10月7日、政府ヒアリングに対し、京都府と京都産業大学も獣医学部設置構想を提示したが、11月9日、国家戦略特区諮問会議が「広域的に獣医師系学部が存在しない地域に限り」獣医学部の新設を可能とする法改正の実施を決定した。
2017年1月4日、内閣府が今治市で2018年4月に獣医学部を開設可能な1校を募集し、1月20日、事業者として加計学園を選定した。加計学園（岡山理科大学）は3月31日に文部科学省に設置認可を申請した。文部科学省の大学設置審議会の審査においては、過大な定員数や閣議決定時の認可条件（上述）との齟齬部分、実習計画の不透明さ並びに教員配置等、計7件の是正意見が付き、学園側の改善を経た答申の段階においても8件の留意事項が付されたが、11月10日、学部新設を認可され、翌年4月に開学した（日本国内では52年ぶりの獣医学部新設大学）。なお、加計学園は獣医学部新設の申請前から土地を取得してボーリング調査を行ったほか、教員の手配も行っていた。

### 「総理のご意向」文書報道の経過
2017年5月17日、『朝日新聞』が「これは総理のご意向」等と記された加計学園の獣医学部新設計画に関する文部科学省の文書の存在を報道した。これに対して、内閣官房長官の菅義偉は「全く、怪文書みたいな文書じゃないか。出どころも明確になっていない」と述べた。
5月19日、5月22日、文科省内の共有フォルダを調査、文部科学大臣の松野博一が文書の存在を確認できなかったとし、追加調査を行わない方針を示した。
5月23日、『東京新聞』は2016年11月9日の国家戦略特別区域諮問会議（議長:安倍晋三）は獣医学部設置の地理的条件の「獣医師系養成大学等の存在しない地域」との素案に「広域的に」と「限り」を加え、文部科学省の「既存の大学・学部では対応が困難な獣医師養成の構想が具体化」という修正案は通らなかったと報じた。
5月25日、前文部科学省事務次官の前川喜平が記者会見を行い、「あったことをなかったことにはできない」「在籍中に共有していた文書で確実に存在していた」とし、「平成30年4月開学を大前提に逆算して、最短のスケジュールを作成し、共有していただきたい。これは官邸の最高レベルが言っていること」「総理のご意向だと聞いている」とされる文書の存在について「獣医学部の新設について、自分が昨年秋に、担当の専門教育課から説明を受けた際、示された」と証言、2016年9月28日の打ち合わせで「『獣医学部新設に係る内閣府からの伝達事項』との文書を示されたと記憶している」と述べた。これらの文言に対し、「誰だって気にする。圧力を感じなかったといえば、うそになる」と述べ、最高レベルとは「トップは総理、次なら官房長官、2人のことかなと思った」と語った。「内閣府の言い分は『トップダウンで決めるから文科省は心配するな』ということだと受け止めた」「踏むべきステップを踏めず、筋を通せなかった。『こんなことは認められない』と私が内閣府に対して強く主張して筋を通すべきだった。反省している」と述べ、証人喚問があれば応じる意向を示した。
5月31日、前川は和泉洋人首相補佐官から獣医学部新設を急ぐよう直接要請されていたことを明かし、「総理は自分の口からは言えないから、私が代わりに言う」との発言もあったとしたが、和泉側は内容を否定し、前川との面識はあるものの、面会時期については記録がなく確認できない、とした。
6月2日、民進党の加計学園疑惑調査チームは内閣府が文科省に対して「官邸の最高レベルが言っていること」と圧力を仄めかしたメール文書と添付ファイルの写しを公開した。メールをやり取りしたのは文科省専門教育課の職員と、内閣府の行政改革推進室の管理係長とされており、「280926藤原内閣府審議官との打合」との名前で添付されたファイルの文面に官邸の圧力が掛けたと示唆される、一文が発見された。
6月6日、文部科学省現役職員から文書の共有があったとする証言が得られたと『朝日新聞』が報道した。
6月13日、参議院農林水産委員会において、文科副大臣の義家弘介は内部告発者について国家公務員法（守秘義務）違反になる可能性があると述べた。
6月14日、追加調査を行わないとしてきた内閣府が内部調査を行うと発表した。
6月15日、文部科学大臣の松野博一は「官邸の最高レベルが言っている」「総理のご意向だ」などと記され、民進党が調査を求めていた19の文書について、文部科学省の専門教育課のコンピューター内の共有フォルダ内に、同内容または酷似した内容の文書が14、確認できないものが2とし、3つの文書については「学校法人の利益に関わる内容」として「現時点では存否を含め明らかにできない」と発表、「前回確認できなかった文書の存在が明らかになったことは大変申し訳なく、真摯に受け止めている」と述べた。
同日、文部科学省は、2016年11月9日の国家戦略特区諮問会議に提出された「国家戦略特区における追加の規制改革事項について（案）」に、「広域的に」と「限り」の文言を付け加えるよう、「指示は藤原審議官いわく、官邸の萩生田副長官からあったようです」とした内閣府から文科省に送信されたメールの存在を公表した。萩生田は「修正の指示を出したことはなく、文科省が公表したメールの内容は事実に反する」と否定した。
2018年4月10日、獣医学部を新設する計画について、2015年4月、愛媛県や今治市の職員、学園幹部が柳瀬唯夫首相秘書官（当時）らと面会した際に愛媛県が作成したとされる記録文書が存在し、その文書に柳瀬氏が面会で「本件は、首相案件」と述べたと記されていることが、明らかになった。

## 京都産業大学の排除疑惑
野党及び前川喜平前文科次官は、安倍晋三首相の友人が理事長を務める加計学園に便宜を図った結果として加計が選ばれたという疑惑に対する根拠の一つとして「広域的に獣医師養成系大学等の存在しない地域」及び「一校に限り」という条件を設けることで獣医学部新設を行うとしていた京都産業大学を対象から排除したと主張した。ただし「一校に限り」の条件は下記のように獣医師会からの強い要望によって加えられた条件である。

### 決定の経緯
2016年11月9日、国家戦略特別区域諮問会議にて「先端ライフサイエンス研究や地域における感染症対策など、新たなニーズに対応する獣医学部の設置」の対応として「獣医師が新たに取り組むべき分野における具体的需要に対応するため、現在、広域的に獣医師系養成大学等の存在しない地域に限り獣医学部の新設を可能とするための関係制度の改正を、直ちに行う。」と決定した。
2016年11月18日、改正(案)として「上記趣旨を満たす平成30年度に開設する獣医学部の設置を定めた国家戦略特別区域計画について内閣総理大臣の認定を受けたときには、当該獣医 学部の設置認可申請の審査については、大学、大学院、短期大学及び高等専門学校の設置等に係る認可の基準（平成15年文部科学省告示第45号）第１条第４号の規定は、適用しないこととする。」を作成。2016年11月18日～2016年12月17日の間パブリックコメントを募集した。
2016年11月22日、会長短信「春夏秋冬（40）」にて日本獣医師会の会長である藏内勇夫は「このような国家戦略特区による獣医学部の新設は、文部科学省、獣医系大学等多くの関係者による半世紀にもわたる獣医学教育の国際水準達成に向けた努力と教育改革に全く逆行するものです。」と批判し「地方獣医師会及び構成獣医師をはじめ関係の皆様方には、今回の国際会議を成功させ、日本全国に”One Health”の連携体制を確立した力を結集し、必ずや将来に禍根を残すであろう無責任な決定に対し、総力を挙げて反対して行きましょう。」と反対した。
2016年12月8日、日本獣医師会は28日獣発第230号「国家戦略特別区域による獣医学部の新設に関する要請」をもって，山本内閣府特命担当大臣に今回決定された「広域的に獣医師養成系大学等の存在しない地域」を1カ所かつ1校のみとすることの明記を要請。
2017年1月4日、平成二十七年内閣府・文部科学省告示第一号にて「1校に限り」という条件とし「文部科学省関係国家戦略特別区域法第二十六条に規定する政令等規制事業に係る告示の特例に関する措置を定める件の一部を改正する件」を作成。
2017年1月30日、会長短信「春夏秋冬（42）」にて日本獣医師会の会長である藏内勇夫はパブリックコメントに対し「この意見募集に対しては、皆様方から多数の怒りのコメントを提出いただき、総数976件の意見のうち83%が（獣医学部新設に）反対意見という結果でした。」とし、また「この間、私や日本獣医師政治連盟の北村委員長を始めとした本会の役職員は、できれば獣医学部新設決定の撤回、これが不可能な場合でもせめて1校のみとするよう、山本幸三地方創生担当大臣、松野博一文部科学大臣、山本有二農林水産大臣、麻生太郎自民党獣医師問題議員連盟会長、森英介同議員連盟幹事長など多くの国会議員の先生方に、本会の考え方にご理解をいただくよう奔走いたしました。」とした。「1校に限り」という条件が盛り込まれたことに対しては「このような皆様方からの多数の反対意見、大臣及び国会議員の先生方への粘り強い要請活動が実り、関係大臣等のご理解を得て、何とか「1校に限り」と修正された改正告示が、本年1月4日付けで官報に公布・施行されました。」とした。

### 国会での取り上げ後における反応
2017年6月24日、安倍晋三首相は神戸「正論」懇話会にて「獣医学部の新設も半世紀以上守られてきた堅い岩盤に風穴をあけることを優先し、獣医師界からの強い要望をふまえ、まずは１校だけに限定して特区を認めました。」と獣医師会側からの要請によるものとし「しかし、こうした中途半端な妥協が、結果として、国民的な疑念を招く一因となりました。改革推進の立場からは、今治市だけに限定する必要はまったくありません。すみやかに全国展開を目指したい。」とした。
2017年6月27日、山本内閣府特命担当大臣は記者会見にて記者の質問に対し「パブリックコメント等をやる中で、獣医師会から是非１校にしてくれという話があって、その点については、岩盤規制突破を早く、スピーディに進めることと、それから慎重な意見に配慮するということで、今回はまず１校に限ろうということで私から提案し、３大臣で合意に至って、政府としての決定に至ったわけであります。」と１校に限りは獣医師会側からの要請と返答した。一方、日本獣医師会北村直人顧問は同日放送の報道ステーションにて、獣医師会が内閣府に対し「4条件を満たすことを審査したうえで、1校限り」との要請をおこなう1か月前の2016年11月時点で「広域的に獣医学部がない地域に限る」との方針が既に決まっていたと述べた。
2017年7月20日、『朝日新聞』は「獣医学部新設を認められる約2カ月前に、山本幸三地方創生担当相が、愛媛県今治市や加計学園の名前をあげて新設方針を日本獣医師会の役員らに伝えたとする同会の内部文書を20日、本紙は入手しました。」とした。内容に関して北村は「記録に書いてあることは事実だ」と認めた。山本は「11月17日に日本獣医師会を訪問し、11月9日に獣医学部新設が決まった経緯について説明したが、四国で決めたとは言っていない。京都もあり得るという話もした。今治市の財政状況については、北村氏の要請により調べたところを概略説明したが、加計学園という特定は一切していない。」とした。
2017年7月20日、『産経新聞』掲載の記者会見全文では、「私から『広域的に獣医学部が存在しない地域に限り新設を認めることになり、パブリックコメントを始めることになった。申し訳ないがご理解いただきたい』と発言いたしました。これに対して獣医師会側はそれは当然、四国の今治と決めつけた言いぶりで対応しておりました。』と獣医会側の思い込みを指摘。「記事で会合の概要というのが出ていますが、この獣医師会側の思い込みと、私の発言を混同したものでありまして、正確ではありません」と内部文書の内容の正確性を否定した。
京都については「四国に決まったという発言は全くしていません。向こう側が当然そうだろうという風に思い込んで、いろいろ発言していましたが、私はじっと聞いていて、それで最後に京都産業大からも提案があるのでその可能性もありますよといったところ、そりゃ困るということで、進めるなら今治市だけと明記してほしいという発言が向こうからありました」、1校要望に対しては「これは11月17日ですから。それ以降、京都もあり得るということを、私も言ったこともありまして、それに危機感を覚えたのか、『1校に是非してくれ』というように、強くまた要請してきたということだと思います」と獣医師会側が獣医学部新設の制限を求めたとした。

### 京都産業大学の見解
京都産業大学では、今治市と同じく国家戦略特区として獣医学部の新設を申請した。申請では京都府が申請主体となった。既存の総合生命医科学部の動物生命医科学科をベースにて獣医学部を新設する構想であったが、時間的な猶予が十分ではなく獣医学部新設は構想のみで終わった。教員の手配などにも着手出来ていなかった。獣医学部の予定地としては、京都府綾部市の畜産センターの横の敷地を候補地としていたが、具体的な土地取得の交渉には入っていなかった。
2017年7月14日、京都産業大学はHPにて「2017年1月4日の内閣府および文部科学省告示を受けて、学校法人加計学園が獣医学部の設置を申請するに至りました。このことにより、我が国の獣医学教育を担う教員が少ない現状の中で、今後さらに申請しようとする大学にとっては、国際水準に資する教育を実施できる優秀な教員を確保することが極めて難しくなりました。」とし獣医学部構想については断念した。同日の記者会見では「開設の時期が「京産大外し」につながった認識はあるか。」という記者の質問に対し「それはありません。告示を見て判断した。それだけであります。」と返答した。また「不透明な決定という感触は無かったのか。」という質問に対して「ございません。平成30年4月が無理だったということ。」と返答した。京都産業大学では教員の手配の関係で獣医学部の新設は諦め、総合生命医科学部の学部改組を行って生命科学部に再編する方針となった。

## 安倍晋三と官邸の関与
2017年、「これは総理のご意向」などと記された加計学園の獣医学部新設計画に関する文部科学省の文書や、「官邸は絶対やると言っている」、「総理は平成30年4月開学とおしりを切っていた」などと記載された萩生田光一内閣官房副長官と局長面会時の文書が公開され、安倍晋三と官邸の関与が浮上した。

### 関与を裏付ける証拠・証言
- 「これは総理のご意向」などと記された加計学園の獣医学部新設計画に関する文部科学省の文書[22]
- 「官邸は絶対やると言っている」、「総理は平成30年4月開学とおしりを切っていた」などと記載された萩生田官房副長官と局長面会時の文書[56]
- 「官邸の最高レベルが言っていること」などと記載された文科省のメール文書と添付ファイルの写し[32][57][58]
- 柳瀬唯夫（当時首相秘書官）が「本件は、首相案件となっており、内閣府藤原次長の公式のヒアリングを受けるという形で進めていただきたい」と述べたとする文書[43]
- 「指示は藤原審議官曰く、官邸の萩生田副長官からあったようです」とした内閣府地方創生推進事務局の職員から文科省の職員に送信されたメールと添付された文科省修正案[40][41][59]
- 安倍晋三が2015年2月25日に加計孝太郎と面談し、獣医学部の新設計画について説明を受けたと記した愛媛県の文書[60]
- 愛媛県職員らが首相官邸を訪れる予定を記した内閣府のメール[61][62]
- 「当時、理事長と安倍総理が会ったという話を学園から担当者が聞き、その報告を受けたと思う」という菅良二今治市長の証言[63]

### 証拠を疑問視、否定する声

#### 安倍晋三
- 「（文部科学省で発見された文書を作った人が）誰か分からない中では、誰だって可能性があり、今井氏だって、私だってとなる」
- 「私と加計氏が面会したとされている場に愛媛県がいたわけではなく、伝聞の伝聞だ。私は『会っていない』と言っているし、加計理事長も『会っていない』と言っている」

#### 柳瀬唯夫
- 「今治市の個別プロジェクトが首相案件になると申し上げるとは思いません」
- 「総理に対し（面会の内容を）報告したことも、指示を受けたことも一切ない」

#### 菅義偉
「全く、怪文書みたいな文書じゃないか。出どころも明確になっていない」

#### 萩生田光一
- 「問題になった『10/21萩生田副長官ご発言概要』に書かれたやりとりは、私が文科省に指示したものではなく、文科省側から私への報告、相談です。そもそも、獣医学部新設計画は、10月21日の時点で、私がハンドルを切って事態が変わるような性格のものではないでしょう」
- 「獣医学部新設に関して、私があたかもですね働きかけをしたかのような個人メモがとりあげられましたが、私が総理から指示を受けたり文科省や内閣府に対して指示を出したりすることはありません。ご指摘の10月21日付けのメモということだと思うんですけども、当時文科省から『個人の備忘録的なメモであり著しく正確性を欠く』と説明されており同文書の8つのパラグラフについて何れも私が明確に発言したものではありません、また当該文書にあるような総理補佐官と話し合いをする機会もありませんでしたし畜産やペットの獣医師養成との差別化の具体的な内容を詳細に私承知しておりませんので、愛媛県の関係者ともあったこともなければ県の意見をきいたこともなく、文科省に伝えた事実もありませんのでこの文章について私はわかりません」
- 「修正の指示を出したことはなく、文科省が公表したメールの内容は事実に反する」

#### 加計学園
「実際にはなかった総理と理事長の面会を引き合いに出し、県と今治市に誤った情報を与えてしまったようだ」

## 石破4条件の不正疑惑
2018年2月5日、国会にて衆議院議員の足立康史（日本維新の会）は、獣医師会の会議録と献金を根拠に石破4条件が不当な規制だと主張した。

### 石破4条件に関わる経緯
2015年6月4日、今治市は獣医学部の新設を国家戦略特別区域提案として提示した。
2015年6月22日、理事会にて北村日本獣医師政治連盟委員長は加計学園の設置申請を受けたことに対し「藏内会長は麻生大臣、下村大臣に、私は石破大臣と折衝をし、一つ大きな壁を作っていただいている状況である。」とした。
2015年6月30日、日本再興戦略にて本年度内に検討することを条件に「獣医師養成系大学・学部の新設に関する検討(通称：石破4条件)」を提示。
2015年7月10日、全国獣医師会事務・事業推進会議にて北村日本獣医師政治連盟委員長は「日本再興戦略」の内容を読み上げた上で「この獣医師養成の大学・学部の新設の可能性はこの3つの条件によりほとんどゼロです、16 獣医学系大学で対応できない獣医師はいない訳ですから、現存の獣医学系大学でこれらができるということは当然です。」とした。また「石破担当大臣と相談をした結果、最終的に、『既存の大学・学部で対応が困難な場合』という文言を入れていただきました。」とした。
日本再興戦略の文章に対して「今回の獣医師養成大学・学部の新設については、どこを読んでもこれを覆すような状況は一つも見当たらない、つまり、新しい獣医学系大学・学部の設置はできないということが今回の骨太方針、成長戦略の文言に書いてあると考えております。これをクリアする新たな獣医師の資格を作るのであれば別だと思われますが、現状では設置できないということが日本獣医師政治連盟としての見解です。」と新資格でも作らない限り新設不可能を示すものと見解を出した。
2015年9月10日、理事会にて北村日本獣医師政治連盟委員長は「昨日、藏内会長とともに石破茂地方創生大臣と2時間にわたり意見交換をする機会を得た。その際、大臣から今回の成長戦略における大学、学部の新設の条件については大変苦慮したが、練りに練って誰がどのような形でも現実的に参入は困難という文言にした旨お聞きした。」と石破氏が発言したとした。

### 石破4条件に関わる周囲の反応
2017年7月18日、『産経新聞』は石破茂に取材、文書回答にて「獣医師会からの4条件盛り込み要請について「そのような要請はなかった」、平成27年9月9日の発言についても「そのような事実はなかった」といずれも全面否定した。」と報じた。
2017年7月20日、自民党本部は『産経新聞』の「加計学園　行政は歪（ゆが）められたのか」の記事を所属国会議員や都道府県連に送付した。これに対し古川禎久衆院議員と石破茂衆院議員は口頭で抗議した。
2017年08月21日、玉木雄一郎衆議院議員は加計学園におけるネットのデマに答えるとして石破4条件に対し「2015年6月30日の閣議決定の要件は、『石破4条件』と呼ばれてはいますが、これは安倍内閣の閣議決定で決められたものであり、むしろ『安倍4条件』というべきものです。」と答えた。
しかし、この主張以前はツイッターにて石破４条件としている。
2018年5月10日、石破衆院議員は衆院予算委員会でのやり取りで「石破4条件を随分強調していたが、閣議決定だから安倍内閣の決定であり、その点もかなり違和感を持った。」とした。また、2018年8月26日、BS朝日の激論!クロスファイアにて石破衆院議員は石破4条件に対して「石破4条件という人が居るけど内閣で決まったことだから安倍内閣4条件ですよ」と主張した。しかし、2017年7月4日に自らTwitter上でイシバチャンネルにて「国家戦略特区に関するいわゆる「石破四条件」について解説します。」としている。

## 情報保全
山本幸三地方創生相が2016年11月、日本獣医師会に「四国で新設」と伝えたとされる問題で、2017年7月21日、この発言に関する秘書官のメモ、及び自身が作成した学部新設費用の積算メモについて、既に廃棄済みと説明した。
2015年6月5日に国家戦略特区ワーキンググループが獣医学部新設を巡って愛媛県に行ったヒアリングのなかで、愛媛県側が抵抗勢力があるとの理由で、議事録を非公開とするよう求め、座長の八田達夫が了承していたことが明らかとなった。このやり取りは、2017年8月25日に公開された議事録の中で明らかとなっており、内閣府が3月に公開した議事要旨は該当部分を省略し、「公開でいいか」との質問に対し、愛媛県が応じたことになっていた。

## 国会における審議
2017年3月13日、参議院予算委員会で社民党の福島瑞穂が「安倍総理と加計孝太郎さんは長年の友人だ。政策がゆがめられているのではないか」と質問、安倍晋三は「加計理事長から頼まれたことはないし、働き掛けもしていない」「もし働き掛けて決めたならば責任を取る」「特定の名前を出すのは確証がなければ極めて失礼だ。何か週刊誌以外に証拠があるのか」「安倍政権のイメージを落とそう、安倍晋三をおとしめようと質問するのはやめた方がいい」と述べ、「鳥インフルエンザなどの人獣共通感染症が拡大する中、需要が高まっていることから獣医学部設置を特区のメニューとして追加した」と声を荒げ説明、今治市が用地を無償提供したとの一部報道に対し「無償譲渡の例は20年間で25例ある。今治市が決めたことで、私は影響の及ぼしようがない」と述べた。
5月22日、参議院決算委員会にて、日本共産党の小池晃が「加計学園ありきで特区の決定が行われたことは明らか」と追及、地方創生担当大臣の山本幸三は、「地域を限定することが適当だと私が判断した。加計学園ありきではない」と答弁した。
5月26日、民進党、共産党、自由党、社民党は、一連の問題等を「国会最大の争点」と位置づけ、証人喚問を要求。
6月13日、参議院農林水産委員会において、文科副大臣の義家弘介は内部告発者について国家公務員法（守秘義務）違反になる可能性があると述べた。
7月10日に参院閉会中審査、7月24日と25日に衆参予算委員会閉会中審査が行われた。

## 国会議員による発言
衆議院議員の漆原良夫（公明党所属）は「忖度を強制、強要する動きがなければしょうがない。役人が勝手に忖度しただけでは法的に全く意味がない」と述べた。
衆議院議員の玉木雄一郎（当時民進党所属）は日本獣医師会の総会で「おかしな方向に向かいそうになった際はしっかり止める」と発言した。
2017年6月19日には内閣総理大臣の安倍晋三は第193回国会を終えた際、加計学園問題について、「対応が二転三転し、国民の政府に対する不信を招いたことは率直に反省しなければならない。信なくば立たずだ」「真摯に説明責任を果たしていく」と述べ、「必ずしも国民的な理解を得ることはできていない」としつつ、「国会の開会、閉会にかかわらず、今後も分かりやすく説明していく努力を積み重ねていく」「印象操作のような議論に対し、つい強い口調で反論してしまう私の姿勢が、結果として政策論争以外の話を盛り上げてしまった。深く反省している」「改革を後退させる発想であり、誠に残念でならない」「人材を積極的に登用し、党でも政府でもしっかりした体制をつくることが必要だ。これからじっくりと考えていきたい」と述べた。
2017年7月24日には衆議院議員の小野寺五典（自由民主党所属）が国会の閉会中審査において、「一番中立である、例えば、ワーキングチームの座長の八田さんから一点の曇りもないという話があった。そして、加計学園と競合した京産大は『不透明な決定とは思わない。納得できない部分も特にない』。京都府知事も『われわれとしては努力が足りなかった』などといっている。競争相手も適正だと言っている。なぜか国会の中の議論で、役所の中からいろんな文書が出ているのがこの問題の本質だと思っている。」と発言している。
衆議院議員の足立康史（日本維新の会）は、「朝日新聞、死ね。」、「（石破茂・玉木雄一郎・福山哲郎に）私は犯罪者だと思っています」と発言し、問題視されている。

## 関係者による発言
前愛媛県知事の加戸守行は、同閉会中審査における加戸の前川への批判をいくつかのメディアが報道しなかったとして、「報道しない自由があるのも有力な手段、印象操作も有力な手段。マスコミ自体が謙虚に受け止めていただくしかない」と述べた。10月8日、安倍首相も「証言された次の日に全くしておられない」「新聞をよくファクトチェックしていただきたい」と同調したが、日本報道検証機構は検証の結果、この認識は不正確であると指摘した。なお批判を受けた朝日新聞社自身も、見出しつきで報じていると反論している。
地元経済界では、今治タオルのIKEUCHI ORGANIC代表取締役である池内計司が、「今治の活性化へ最後のチャンス。多くの学生、教職員が住んでくれるだけで活気が生まれる」とした。
今治市の市民団体「今治加計獣医学部問題を考える会」は、加計学園が建築費を実際より高めに見積もり市に補助金を申請した疑いがあると主張しているが、加計学園側は否定している。
日本獣医師会は、特区活用による獣医師学部の新設について反対している。その理由として、特区活用の目的の一つである卒業者の職域及び特定地域への就労の義務づけは困難であり、農林水産省が示した就労地域や職域偏在の是正に資さないこと、また教育の質の維持向上という現状の根本課題の改善に資さないことを挙げ、特区活用とは異なる方策を提示している。2017年1月30日の会長短信では設置基準等に照らした厳密な審査が行われるよう、文部科学省等に要請を行っていく予定であることを公表している。
獣医師養成課程をもつ大学で組織する全国大学獣医学関係代表者協議会も獣医師会と同様否定的な立場で、獣医師会との共同声明では規制改革は妥当性があって効果を発揮するとした上で「取り組むべき課題の検証とその解決に向けた方策の妥当性の検討が明らかに不充分」と指摘した。その後岡山理大に獣医学部設置が決定した後の声明では「私たちが不可欠とした事項の検討が全く行われぬままに新設認可に至ったことは極めて遺憾と言わざるを得ない。」とする一方、学生の獣医学教育については「その教育の質の向上に一体となって取り組む」とした。2018年4月以降も公式サイト上で「全国16の獣医系国公私立大学の協議会」としていたが、2022年には「全国17の獣医系国公私立大学の協議会」と表記が変更された。また、2022年現在において、獣医学教育改善検討委員会・獣医学教育における動物福祉を検討する委員会に岡山理科大学所属の者も参加している。
文部科学省の調査では、2015年4月2日に内閣府からの発送メールで愛媛県職員・今治市職員が藤原豊地方創生推進室次長（現・経済産業省貿易経済協力局審議官）と面会した内容が書かれている件を2018年4月19日に報道された。翌4月20日には文部科学省記者会見がなされた際は、オリジナルメールは削除されていたが紙媒体の文章として2018年4月17日に確認したと述べており、必要に応じた政府関係者の調査・対応を続けるとのことである。

## 韓国人留学生について
2017年11月に加計学園獣医学部は140人の定員の内、20人を海外留学生の留学枠として、韓国現地で留学生を募っていたことが報道された。ソウルで行われた説明会では加計学園の関係者も参加していた。誘致のパンフレットには「日本の獣医師は高収入」「韓国内の獣医師免許も取得できる」とPRしていた。

## 新聞社による論説
『読売新聞』は社説で「既得権益を持つ業界の意向を重視しがちな所管省庁と、首相主導で規制改革を進める内閣府の対立は避けがたい」とし、「政府が、加計学園を優遇したとの疑いを否定するには、規制緩和の一連の経緯や、今治市や四国の地域事情などについて、掘り下げた説明を尽くさねばならない」と論じた。
『朝日新聞』は社説で「問われているのは首相自身と、首相側近で、学園系列大学の名誉客員教授を務める萩生田氏の関与の有無だ。国民が納得できるまで説明を尽くす重い責任があることを、首相は自覚すべきだ。」と論じた。また、「文部科学省の内部告発者は、守秘義務違反に問われる可能性があるのか。公益のための通報者として保護されるべきではないのか。議論が起きている。」とし、「文科省をはじめ政府がなすべきは、告発者の口をふさぐことではなく、異論や批判に耳を傾けることだ」と論じた。
『毎日新聞』は社説で「文書の存在がはっきりした以上、実際に「総理の意向」があったのか、内閣府側の「そんたく」だったのかが焦点になる。」とし、「国会の場で、前川氏に証言してもらい、真相をはっきりさせなければ、疑問は解決しないだろう。」と論じた。また、読売新聞の前川喜平のスキャンダル報道への批判に対して読売新聞東京本社社会部長原口隆則が「不公正な報道であるかのような批判が出ている。こうした批判は全く当たらない」「一般読者の感覚に照らしても、疑念を生じさせる不適切な行為であることは明らかである」「次官在職中の不適切な行動についての報道は、公共の関心事であり、公益目的にもかなうものだと考える」などと反論する展開は「異様」だと評した。
- 2018年1月30日には、同紙・統合デジタル取材センターのTwitterが岡山理科大学獣医学部の志願者数が1000人超とする自社ニュースに「これでいいのか」とコメントして引用、批判が殺到し謝罪に追い込まれた[119]。

『産経新聞』は、「加計学園問題」の特集ページで「学園の理事長が安倍首相の友人である個人的関係が学部新設の許認可に影響を与えたとの疑惑を生み、野党の政権追及材料となっている。」と解説している。また、朝日新聞などが加戸の発言を報じないことについて、“報道しない自由”ではないかとインターネット上で物議を醸しているとし、メディア不信を生じさせていると報じている。
『日本経済新聞』は、獣医学部の新設を阻んできたこと文部科学省の姿勢を批判し、38年ぶりに医学部の新設が認められた千葉県成田市の国際医療福祉大学を引き合いに、岩盤規制こそが問題であると論じた。
日本放送協会（NHK）は、国家戦略特区の「透明性・公平性」が論点となっているとしている。
時事通信は、「安倍晋三首相への忖度が働いたかどうかが焦点となっている」とし、森友学園への国有地格安売却問題と同じ構図があると評した。
『東京新聞』は社説で「首相と学園との親密な関係が学部新設に影響しなかったのか、国会が追及するのは当然だ。野党側は首相に「印象操作」などと言われてもひるむことなく、国政の調査という国会の責務を国民の代表として誠実に果たしてほしい。」と論じた。

## 参議院への愛媛県の文書提出と学園による謝罪
2018年5月10日、参議院は愛媛県に対して記録文書の提出を求め、5月21日に愛媛県は記録文書を参議院に提出した。
愛媛県が公表した文書では2015年2月25日に首相の安倍晋三が加計孝太郎と約15分面会し獣医学部の計画について説明を受けたと記載されていた。しかし加計学園はこの記載された面会について「実際にはなかった。誤った情報を与えた」とのコメントを発表したほか、安倍晋三首相も面会を否定しこの文書について「伝聞の伝聞だ」と述べた。
2018年5月26日、加計学園は報道各社に対して「実際にはなかった総理と理事長の面会を引き合いに出した」とファックスで釈明。同月31日に加計学園事務局長が愛媛県庁と今治市役所をそれぞれ訪問し、愛媛県と今治市に誤った情報を与えていたと謝罪した。
2018年6月19日、加計学園理事長の加計孝太郎が学園本部で記者会見し、愛媛県の文書に記載された2015年2月の首相との面会について否定する一方、学園側が県に誤った情報を伝えたとして謝罪を行った。

## 内閣府職員の私用車利用と関係者の処分
加計学園の獣医学部新設問題を巡っては、愛媛県今治市などに内閣府地方創生推進室次長（当時）が随行職員2人とともに出張した際、移動手段の一部に加計学園の車を利用したにもかかわらず、内閣府の出張記録に「官用車利用」と記すなど公文書への虚偽記載の疑いが指摘されていた。国家公務員倫理審査会は「社会通念上、相当と認められる程度を超えている」と通知し、内閣府は内閣府地方創生推進室次長（当時）を文書による厳重注意処分とした。残り2人（当時の事務次官及び地方創生推進室長）についても文書による厳重注意処分の対象とされたが既に退官しており処分されなかった。